# Logos
Logos (grč. λόγος) grčki je pojam koji se poglavito koristi u domenama filozofije i religije. Općenito može biti shvaćen u kontekstu govora ili promišljanja.  
Tijekom stoljeća, pojam logos je obuhvatio množinu ideja i koncepata. U sferi antićke filozofije taj termin je rabljen u velikoj množini značenja, osim izvornih u smislu uma i govora (lat. ratio et oratio) njegova značenja su: objašnjenje, fraza, argumentacija, rasuđivanje, mjera, razlog, logika i tako dalje. Ipak, ni jedan od navedenih termina ne objašnjava što logos zapravo jest. U kršćanstvu se termin Logos pojavljuje u proslovu Evanđelja po Ivanu: „Ἐν ἀρχῇ ἦν ὁ λόγος” („en arkhê ên o lógos”) „U početku bijaše Riječ”, gdje je, u kontekstu utjelovljene riječi Božje, poistovjećen s Isusom Kristom. 

## Vanjske poveznice
|  | Wikizvor ima izvorni tekst Iskoni bje Slovo |